# Julien Breton
Pour les articles homonymes, voir Breton (homonymie).
 (mai 2022).
 (mai 2022).
 (mai 2022).
La mise en forme du texte ne suit pas les recommandations de Wikipédia : il faut le « wikifier ».
Les points d'amélioration suivants sont les cas les plus fréquents. Le détail des points à revoir est peut-être précisé sur la page de discussion.
- Les titres sont pré-formatés par le logiciel. Ils ne sont ni en capitales, ni en gras.
- Le texte ne doit pas être écrit en capitales (les noms de famille non plus), ni en gras, ni en italique, ni en « petit »…
- Le gras n'est utilisé que pour surligner le titre de l'article dans l'introduction, une seule fois.
- L'italique est rarement utilisé : mots en langue étrangère, titres d'œuvres, noms de bateaux, etc.
- Les citations ne sont pas en italique mais en corps de texte normal. Elles sont entourées par des guillemets français : « et ».
- Les listes à puces sont à éviter, des paragraphes rédigés étant largement préférés. Les tableaux sont à réserver à la présentation de données structurées (résultats, etc.).
- Les appels de note de bas de page (petits chiffres en exposant, introduits par l'outil «  Source ») sont à placer entre la fin de phrase et le point final[comme ça].
- Les liens internes (vers d'autres articles de Wikipédia) sont à choisir avec parcimonie. Créez des liens vers des articles approfondissant le sujet. Les termes génériques sans rapport avec le sujet sont à éviter, ainsi que les répétitions de liens vers un même terme.
- Les liens externes sont à placer uniquement dans une section « Liens externes », à la fin de l'article. Ces liens sont à choisir avec parcimonie suivant les règles définies. Si un lien sert de source à l'article, son insertion dans le texte est à faire par les notes de bas de page.
- La présentation des références doit suivre les conventions bibliographiques. Il est recommandé d'utiliser les modèles {{Ouvrage}}, {{Chapitre}}, {{Article}}, {{Lien web}} et/ou {{Bibliographie}}. Le mode d'édition visuel peut mettre en forme automatiquement les références.
- Insérer une infobox (cadre d'informations à droite) n'est pas obligatoire pour parachever la mise en page.

Pour une aide détaillée, merci de consulter Aide:Wikification.
Si vous pensez que ces points ont été résolus, vous pouvez retirer ce bandeau et améliorer la mise en forme d'un autre article.
 (mai 2022).
- Si vous ne connaissez pas le sujet, laissez ce bandeau (vous pouvez alors contacter les auteurs).
- Si vous supprimez le contenu mis en cause (vous pouvez préalablement contacter les auteurs),

argumentez précisément cette suppression dans la page de discussion
(un manque de référence n'est pas un argument ; une recherche réelle de référence doit avoir été effectuée, être formellement documentée).
Julien Breton est un artiste, calligraphe et performeur français, connu aussi sous le pseudonyme de Kaalam.
À ses débuts, il fut influencé par l'art du graffiti et la calligraphie arabe. Julien Breton ne suivait pas les styles calligraphiques classiques mais cherchait à trouver sa propre expression calligraphique qui reflétait les écritures Diwani, Thuluth et Kufi. Un changement conséquent dans son style s'est produit lorsqu'il a remplacé la plume et le papier par la calligraphie lumineuse (light painting). Il est l'un des fondateurs de cet art.
Il explore les possibilités de la calligraphie lumineuse, en collaborant avec d'autres artistes, groupes de danse ou musiciens. Son but est d’apporter et d’intégrer l’art visuel sur scène.

## Biographie
Julien Breton, ou Kaalam, est inspiré par Khalil Gibran, dans son désir de rapprocher des mondes apparemment différents. Julien Breton veut mêler et faire cohabiter l’esthétique de l'Orient avec celle de l'Occident.
Il a commencé en s'inspirant du graffiti, montrant les possibilités de générer des formes nouvelles dans l'art islamique (Khoury 2015).
Bien qu'il se soit inspiré de la calligraphie traditionnelle, Julien Breton n'est pas un calligraphe classique et s'inscrit plutôt dans le domaine de l'art contemporain.

### Débuts en calligraphie papier
Julien Breton est né en 1979 à Nîmes. Il vit depuis de nombreuses années à Nantes, dans l’ouest de la France. Nîmes et Nantes sont reliées par un multiculturalisme fort qui a imprégné sa pratique artistique.
Julien Breton ne traite pas de la théorie et de la critique de l'art, mais son art pourrait être défini comme « art pérenne » dans lequel s'incarne la philosphia perennis. Comme René Guénon, Frithjof Schuon, Ananda Coomaraswamy et Martin Lings, il cherche un trait commun au sein de différentes cultures. La preuve en est la forme de sa calligraphie, née de deux graines - l'écriture arabe et l'écriture latine, qui sont les caractéristiques principales des œuvres de Julien Breton.
Sa double approche calligraphique se retrouve dans son nom de famille, Breton, et son pseudonyme, Kaalam (plume arabe).
Il a commencé la calligraphe par hasard : quand il reçoit en cadeau d'une amie un livre d’Hassan Massoudy, calligraphe français d'origine irakienne.
Leur pratique est différente : l’œuvre d’Hassan Massoudy est basée sur l'écriture arabe, tandis qu’à ses débuts, Julien Breton a traduit l'esthétique de l'alphabet arabe en latin afin de développer son propre style.
Par son choix des couleurs, du rapport des masses, et de la disposition du texte, Julien Breton suit le maître franco-irakien. Ses œuvres, bien que latines, ressemblent à une combinaison de Diwani, Thuluth et d’écriture Kufi (Figure 2)[Quoi ?]. Le caractère ludique de l'écriture Diwani, la recherche de la hauteur du Thuluth et l'emphase horizontale du Kufi ne sont que quelques-unes des caractéristiques des premières œuvres Julien Breton.
Les œuvres de Lassaâd Metoui, Mehdi Saeedi et EL Seed ont également joué un rôle dans sa formation (Zoghby, Stone, Hawley 2011 ; Lenon 2013).

### Calligraphie lumineuse
Cinq années se sont écoulées avant que Julien Breton ne découvre un médium complètement nouveau : la calligraphie lumineuse. Il décrit ainsi le changement : « l'encre devient lumière, le papier devient photographie et la calligraphie elle-même devient chorégraphie. » (Behiery 2012).
La calligraphie lumineuse appartient aux techniques de light painting (Keimig 2017). Le processus repose sur une longue exposition d'un appareil photo qui capture une scène dans laquelle l'artiste utilise une source de lumière mobile.
Dès 2006, familiarisé avec la calligraphie lumineuse, Julien Breton en a fait l’essentiel de sa pratique artistique.
Contrairement à la calligraphie classique, la calligraphie lumineuse n'est pas limitée par l'espace papier, l'espace est illimité.
Bien que la calligraphie lumineuse soit issue de la calligraphie sur papier, elle n’autorise aucune erreur : chaque mouvement de l'artiste est enregistré par la photographie. C'est pourquoi il doit d’abord dessiner ses traits sur papier. Cette étape est suivie par une répétition de la chorégraphie, qui ressemble aux mouvements du Tai Chi (Be- hiery 2012).
Les formes présentes dans sa calligraphie lumineuse s'inscrivent dans la continuité de ses travaux de calligraphie sur papier. Dans l'exécution de la forme imaginée, le corps de l'artiste devient un stylo : il doit répondre aux critères esthétiques des règles calligraphiques, et s'adapter à l'environnement donné, l'espace physique.
L'environnement impose indirectement l'aspect final de l'œuvre. Julien Breton utilise un peu plus l'alphabet arabe dans la calligraphie lumineuse.
D’autres artistes sont complémentaires du calligraphe afin de mener à bien le processus de création d'un manuscrit islamique traditionnel : l’enlumineur, et le relieur (Ždralović 1988).
Julien Breton travaille en équipe, avec les photographes Eloi Brignaudy et François Aenishlanlin (Lenon 2013). Il tient le rôle du calligraphe et de l’enlumineur modernes, tandis que les photographes deviennent les relieurs d'aujourd'hui, indispensables à la qualité du rendu.
Le processus de création de la calligraphie lumineuse prend naissance principalement dans son atelier où l'artiste esquisse un graffiti lumineux et s'exerce ensuite aux mouvements (Figure 3)[Quoi ?]. Cette étape est suivie par une visite conjointe de Julien Breton et du photographe des lieux où ils ont pu prendre des photos. Après les préparatifs, le processus de calligraphie lumineuse se déroule toute la nuit car la calligraphie lumineuse est conditionnée par l'obscurité. Pour réaliser la calligraphie lumineuse, Julien Breton utilise des lampes de différentes couleurs. Son rituel est enregistré par le photographe avec des photographies d'exposition allant de 30 secondes à quelques minutes (Figure 4)[Quoi ?].
La calligraphie lumineuse se déroulant dans un lieu public fréquenté, elle est classée parmi les Arts de la rue. Elle est aussi une performance, car les mouvements que l'artiste exécute devant l'objectif de la caméra ont toutes les caractéristiques de l’art performatif.
L'expression calligraphique de Julien Breton a été influencée par l'artiste français de light graffiti français Marko 93, pour, finalement, arriver à sa propre expression artistique, la calligraphie lumineuse. C'est un mélange de lumière, de calligraphie et de graffiti (Zehra 2011).
La forme trouvée par Julien Breton a rencontré des échos dans les jeunes générations : l'artiste pakistanais JZ Aamir, ou Khadijah El Gawas (Islamic Arts Magazine 2013), par exemple.

### 3D calligraphie
Il veut utiliser toutes les capacités du multimédia pour exprimer la calligraphie islamique traditionnelle. Grâce à la technologie numérique et à l'infographie, il a créé un modèle virtuel d'impression calligraphique dans Le Respect - Calligraphie Arabe (Pascal, Stone et Hawley, 2011 : 120).
La traduction de la calligraphie islamique en sculpture n'est pas nouvelle (comme le fait Parviz Tanavoli) (Blair 2008), mais le faire dans un environnement virtuel est innovant (figure 5)[Quoi ?]. La sculpture tridimensionnelle de Julien Breton peut être qualifiée d'expérience et de recherche.

### Calligraphie en temps réel
Julien Breton a essayé une autre technique, la calligraphie temps réel. Contrairement à la calligraphie lumineuse, où la toile est « l'air », en calligraphie temps réel, la toile est une « surface physique ». Grâce à la technologie numérique, l'artiste utilise une lampe pour réaliser des graffitis qui sont projetés sur les murs des bâtiments ou les écrans de projection. Un exemple en est Virtual Calligraphy v0.1 / Virtual Graffiti (Figure 6)[Quoi ?].
Avec ce projet, Julien Breton ouvre les portes de son studio et transforme le monde entier en atelier - l'intimité de l'œuvre graphique est révélée (au lieu d'un photographe, Julien Breton s'est fait aider par un groupe pluridisciplinaire d'artistes appelé Digital Slaves). Hassan Massoudy a tenté une expérience similaire lorsqu'il a utilisé un rétroprojecteur et des feuilles pour réaliser des calligraphies projetées sur une toile (figure 7)[Quoi ?]. L'esthétique, la géométrie, le rythme et le mouvement du texte calligraphié, écrit par Hassan Massoudy, se déroulaient en présence du public.
Plusieurs projets auxquels Hassan Massoudy a participé sont importants pour comprendre Julien Breton. La première était Arabesque, œuvre portée par Hassan Massoudy, l'acteur français Guy Jacquet et le musicien de oud irakien Fawzy Al-Aiedy et qui peut être caractérisée comme une performance dans laquelle chaque artiste a donné une partie de lui-même : Al-Aiedy pour la musique, Jacquet pour le théâtre et Massoudy pour la calligraphie. Ce projet a été un succès et a été présenté de façon continue à travers la France et l'Europe pendant treize ans (figure 8)[Quoi ?].
D’autres expériences d’Hassan Massoudy ont imprégné l’œuvre de Julien Breton comme cette association en 2005 avec la chorégraphe Carolyn Carlson et le musicien turc de ney Kudsi Ergüner dans le projet Métaphore dans lequel le jeu d'acteur, les sons du ney et un subtil travail calligraphique ont fusionné.
Un projet de Julien Breton, le danseur Malik Le Nost et plusieurs autres participants est une performance lors des Abu Dhabi Awards 2010. La performance peut être décrite comme un mélange harmonieux de la danse de Malik Le Nost et de la calligraphie temps réel de Julien Breton (figure 9)[Quoi ?].
Depuis Julien Breton s’est tourné vers une autre technologie pour la calligraphie lumineuse en temps réel sur scène, grâce au travail de William Guignard et François Aenishlanlin de Studio-light-painting.
Avant ce projet à Abu Dhabi, Julien Breton a été invité à la cérémonie « Ilm Day » organisée par Islam Channel à Londres en 2010. En plus de Julien Breton, le percussionniste et musicien Hussein Zahawy a contribué à la performance (Figure 10)[Quoi ?]. Cette performance ressemble à celle d’Hassan Massoudy et Fawzy Al-Aiedy au début des années 1970. La force motriceest l'art : pendant la performance, Zahawy crée un rythme, qui inspire Julien Breton, afin que le calligraphe puisse écrire symboliquement le mot al-Fan (art en arabe) sur une feuille de papier.

### Performances
Le chorégraphe Benjamin Midonet, le peintre graffiti Saïd Boucenna, et un groupe de danseurs de hip-hop ont fondé en 2007 un groupe artistique appelé Compagnie Cortex, une sorte de projet combinant la danse, le graffiti, la chorégraphie et le DJing. Julien Breton a collaboré avec eux à plusieurs reprises, donnant à l'ensemble de la performance une expression complètement différente avec sa calligraphie. (Pascal, Stone et Hawley 2011).
Les mouvements des danseurs de hip-hop sous la direction du chorégraphe, les rythmes créés par les DJ, ont complètement fusionné avec la calligraphie lumineuse de Julien Breton : l'homme est devenu une plume, et le monde entier un papier.
Les danseurs recherchent l'harmonie de leurs corps avec les sons du hip-hop, afin d'harmoniser le rythme du spectacle. Après que le danseur ait performé, Julien Breton complète l'espace avec une calligraphie lumineuse, qui est enregistrée par le photographe avec à l'aide d'un appareil photo pendant quelques secondes.
Ce projet a été suivi d'autres ayant le même objectif de combiner la lumière, la photographie, la calligraphie, la chorégraphie et la danse. Parmi les plus importants, citons le projet Turn off the light (Jadikan 2019), réalisé sur scène avec des éléments dramatiques. Julien Breton a travaillé sur le projet Turn off the light (composé de Razy Essid, Stephanie Naud, Dj One Up, David Gallard et Vincent Potreau) en collaboration avec Pick Up Production et Stereolux.
Bien que ce soit sa première rencontre avec ce type de danse, Julien Breton a absorbé chaque mouvement des danseurs, entraînant une fermentation de sentiments d'où la calligraphie lumineuse est née. La performance a été symboliquement appelée Kathak-Kaalam.
On peut dire que le kathak a trouvé sa forme dans la calligraphie (Keimig 2017). En plus du projet avec les danseurs de kathak, Julien Breton a utilisé chaque moment libre pour faire son travail de calligraphie lumineuse dans l'ambiance mystérieuse de l'Inde. La photographie était assurée par David Gallard cette fois-ci.
Dans une de ses interviews, Julien Breton dit de lui-même : "Je suis biculturel dans la mesure où tout en étant un occidental d'origine européenne, j'ai grandi dans un quartier à dominante arabe de la région de Nantes où j'ai été imprégné de culture arabo-musulmane (Behiery 2012). Dans un premier temps, on pourrait s'attendre à ce que Julien Breton ne reste que dans le cadre de l’examen de la relation entre deux civilisations, l'Europe occidentale et le Moyen-Orient.
Au contraire, son art est comme un fluide, il prend la forme d'un vaisseau, ce qui est prouvé dans l'œuvre de Julien Breton. Pour cette raison, la calligraphie lumineuse de Julien Breton ne doit pas être considérée comme de « l’art spécifique » (Kwon 2003), car elle s'adapte à tout lieu et à tout moment. Ceci est particulièrement visible dans les collaborations qu’il a menées avec de nombreux artistes dans lesquelles on ne peut parler que d'un ensemble homogène. Le facteur initial qui a poussé Julien Breton à se tourner vers la calligraphie a été la rencontre avec les œuvres du célèbre artiste franco-irakien Hassan Massoudy.
En plus d’Hassan Massoudy, l'influence du graffeur franco-tunisien EL Seed et du designer et artiste iranien Mehdi Saeedi ont joué un rôle important.
Le talent artistique de Breton lui-même a également contribué à tout cela, en interprétant tout ce qui précède à travers sa propre expression artistique.
Sa calligraphie peut être qualifiée d'engagement social, et les œuvres de Julien Breton portent certainement un message, tant par le choix de citations des penseurs individuels (Khalil Gibran, Edgar Allan Poe, Lewis Carroll, etc.) que par l'écriture d'un seul mot (Lumière, Révolte, Solitude). En remplaçant la calligraphie sur papier par une calligraphie lumineuse, Julien Breton a partagé les moments intimes du calligraphe avec le public. De cette façon, la calligraphie devient une partie de l'art de la rue. La question est de savoir si Julien Breton a dématérialisé la calligraphie islamique (Lippard, Chandler 1999). Outre le fait que son art peut être qualifié de conceptuel, Julien Breton est un artiste de rue et de scène.
Le jeu corporel de Julien Breton lors de la calligraphie lumineuse a certainement toutes les qualités d'une performance. Les projets qui méritent une attention particulière sont les collaborations de Julien Breton avec des danseurs, des musiciens, des photographes et d'autres artistes. Parmi eux, Turn off the Light se distingue comme une combinaison de musique, de danse, de théâtre, la calligraphie et la photographie. Turn off the Light peut être qualifié de performance multicouche (Goldberg 2004). L'œuvre de Julien Breton se compose de cinq cycles : calligraphie sur papier, calligraphie lumineuse, calligraphie en 3D, calligraphie virtuelle, et performance. Jusqu'à présent, il semble que Julien Breton s’adapte avec succès à chaque nouveau support, à partir duquel une nouvelle forme émerge encore et encore. Bien que son travail ait été résumé en cinq phases, ce qui reste à venir semble plus intéressant.
Cet article est une adaptation de la traduction de l’article "Julien Breton: Maestro of Light Calligraphy" de Haris Dervisevic, historien d’art specialisé sur les arts islamiques de la faculté de Sarajevo.

## Principaux spectacles
- Turn off the light avec Razy Essid, Stéphanie Naud et Dj One Up (2011)
- Empreintes avec Razy Essid, Stéphanie Naud et Dj One Up
- Méditerranée avec Meivelyan et Rohan Hussein
- Alif and exil avec le musicien Kyriakos Kalaitzidis
- Trait d’union du chorégraphe Amala Dianor avec Sarah Cerneau